# 京福電気鉄道ホデハ251形電車
京福電気鉄道モハ251形（けいふくでんきてつどうモハ251がた）は、京福電気鉄道福井支社（福井鉄道部）がかつて所有していた電車。製造当初はホデハ251形と言う形式名であった。また、当初はホデハ251形(251)とホデハ252形(252-254)で別れていたとする意見もある。

## 概要
1957年11月29日に発生した福井口車庫の火災により焼失したホデハ11形2両（ホデハ15・17）とホデハ221形（ホデハ222）および被災を免れたホデハ103の台車や機器を流用して製造された形式。同時期に鋼体化が行われたホデハ241形（モハ241形）と同型の日車標準車体と呼ばれる車両群に類似した全金属車体を採用し、奇数車（251・253）の福井駅側、偶数車（252・254）の京福大野駅・永平寺駅・三国港駅側には貫通扉が設置されていた。車内には転換クロスシートを備えた。製造当初はモハ251のみ電動機が異なっていたが、1973年に改造を受け電動機は統一されている。台車については1974年3月の時点で、モハ254のみ名古屋鉄道5000系で使用された試作型台車ND-101に由来するND6型台車を履いていた。

## 運用
1958年に4両が導入され、形式名がモハ251形に変更されて以降も引き続き使用された。1988年12月にはモハ252・（旧）253の2両にワンマン化工事が施され、同時にモハ251と253の番号の交換が行われた。ワンマン運転に対応しないまま残された2両（モハ253・254）は1991年に廃車された一方、改造が行われた2両は座席のロングシート化などの改造が行われ、その後も使用されていた。運用末期には現役最後の日車標準車体を有する電車となっていたが、2000年12月17日、モハ251がブレーキロッドの破損により制動不能の状態となり、モハ1101形（1101）と正面衝突する京福電気鉄道越前本線列車衝突事故を引き起こし251は大破。ブレーキの仕組み自体に原因があることもあり当日以降使用が停止された。後に京福電気鉄道福井支社の路線を継承したえちぜん鉄道にも受け継がれる事なく廃車された。
なお、機器流用元の車両も含めた番号の新旧対比は以下の通りである。
- ホデハ15 　→　ホデハ251　→　モハ251　→　モハ253
- ホデハ222　→　ホデハ252　→　モハ252
- ホデハ103　→　ホデハ253　→　モハ253　→　モハ251
- ホデハ17 　→　ホデハ254　→　モハ254